# Regina Regenbogen
Regina Regenbogen (engl.: Rainbow Brite) ist eine US-amerikanische Zeichentrickserie, die ursprünglich auf einer Hallmark-Postkartenserie basierte.

## Handlung
Das Waisenmädchen Wisp kommt in ein Land, in dem es kein Licht und keine Farben gibt. Zuallererst trifft sie auf Weißwirbel, ein ängstlicher Sternwicht und Sternschnuppe, ein eitles Pony. Sie rettet die sieben dort gefangenen Farbenkinder, von denen jedes für eine Farbe des Regenbogens verantwortlich ist, und den Speer des Lichts. Außerdem findet sie den Regenbogengürtel, mit dessen Hilfe sie Farben erzeugen kann. So rettet sie das Land und wird zu Regina Regenbogen und fortan sind sie und die Farbenkinder für die Farben in der Welt verantwortlich.
Der Regenbogengürtel braucht zum Funktionieren Farbkristalle, die von den Sternwichten, den Helfern der Regenbogenkinder, in einer Mine abgebaut werden. Jedes Farbenkind hat einen Sternwicht, der ihm bei der Produktion der entsprechenden Farbe hilft. Reginas Widersacher Grummel Griesgram und Schleichmichel wollen aber alles traurig und grau haben. Regina kann mit ihren Freunden und den Sternwichten sowie ihrem Pferd Sternschnuppe alles wieder bunt und fröhlich machen und siegt so regelmäßig über das Böse.

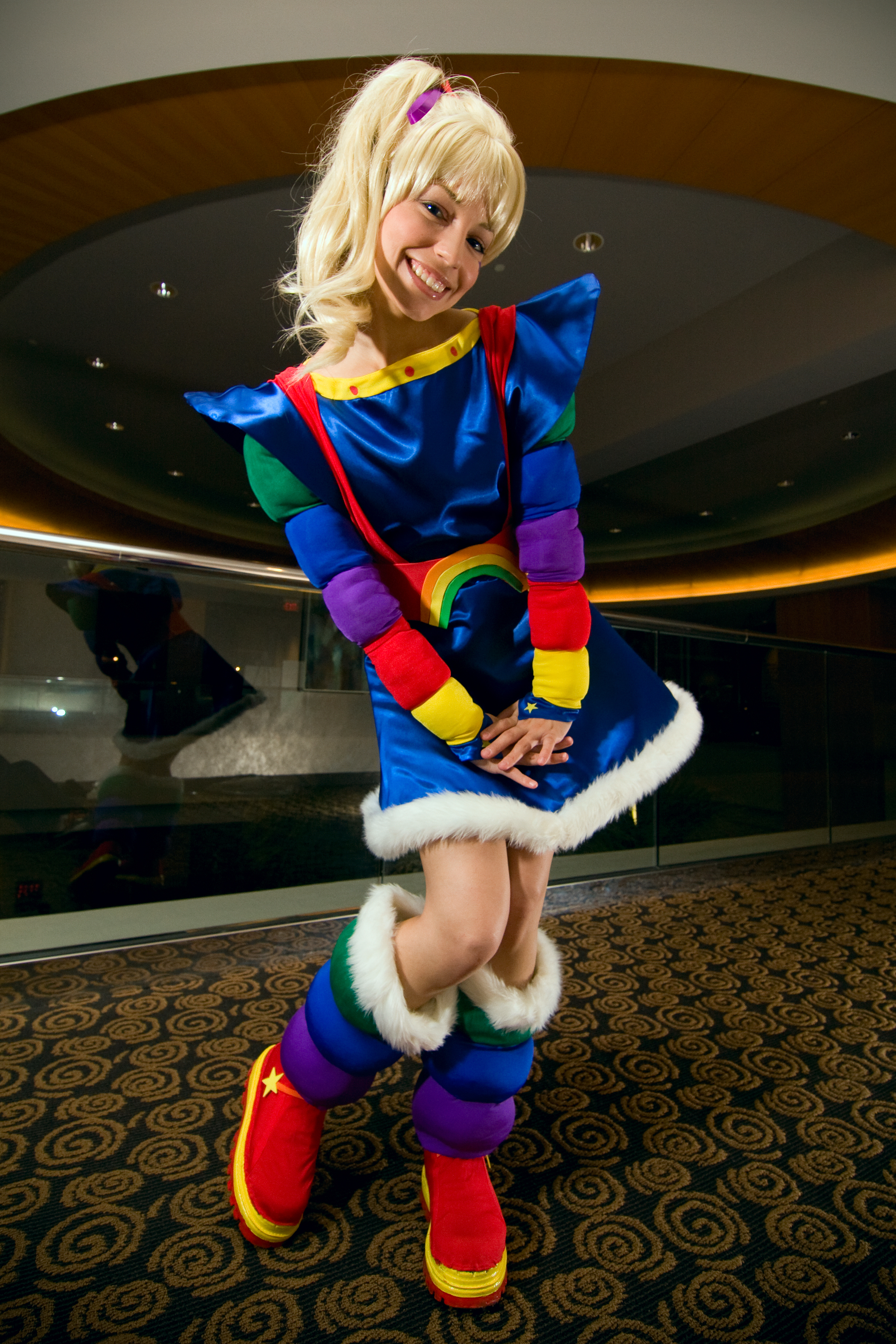
Eine Besucherin der Youmacon 2008, verkleidet als Regina Regenbogen

## Produktion und Veröffentlichung
Die Fernsehserie besteht aus 13 halbstündigen Folgen und einem zweistündigen Film. Die Serie wurde 1984 bis 1986 von DiC Enterprises und Hallmark Cards unter der Regie von Rich Rudish, Bernard Deyriès und Bruno Bianchi produziert. Die Musik stammt von Shuki Levy und Haim Saban. Darüber hinaus erschien 1985 der Spielfilm "Regina im Regenbogenland" (Rainbow Brite And The Star Stealer). 
Die Erstausstrahlung der Serie erfolgte vom 27. Juni 1984 bis 1986 in den USA. Es folgten Ausstrahlungen unter anderem in Frankreich, Spanien, Japan und Finnland. In Deutschland wurde die Serie Ende der 1980er auf RTL PLUS und 2001 durch Fox Kids ausgestrahlt.

## Synchronisation
| Rolle         | englischer Sprecher |
| ------------- | ------------------- |
| Rainbow Brite | Bettina Bush        |
| Monstromurk   | Peter Cullen        |
| Buddy Blue    | Pat Fraley          |
| Indigo        | Robbie Lee          |
| Canary Yellow | Mona Marshall       |

## Hörspiele
In Deutschland erschien eine Hörspielreihe, welche 28 Folgen und zwei Weihnachtsfolgen umfasst. Zudem gibt es noch eine Sonderfolge, die im Jahr 1987 auf dem Dortmunder Westfalenparkfest, der Düsseldorfer Bundesgartenschau und dem Hamburger Alstervergnügen verteilt wurde. 

### Folgen
| - Folge 01: Regina Regenbogen und das Regenbogenland - Folge 02: … und das Pferd Sternschnuppe - Folge 03: … und das Schattenreich - Folge 04: … und das Ende des Regenbogens - Folge 05: … und die Regenbogenkinder - Folge 06: … und die Kristalle des Glücks - Folge 07: … und der Griesgram - Folge 08: … und das Blumenland - Folge 09: … und Schleichmichels schönster Tag - Folge 10: … und die Sternwichte - Folge 11: … und das Laternenfest - Folge 12: … und der traurige Clown - Folge 13: … und der rote Drache - Folge 14: … und der Silbermond - Folge 15: … und das Geheimnis des Regenbogens - Folge 16: … und das Fest der Farben | - Folge 17: … und der leuchtende Schmetterling - Folge 18: … und das Paradies der Vögel - Folge 19: … und das verkaufte Regenbogenland - Folge 20: … und das schwarze Wunderpferd - Folge 21: … und die Zauberburg - Folge 22: … und der Regenbogenzirkus - Folge 23: … und der Pony-Hof - Folge 24: … und Doktor Zauberzahn - Folge 25: … und die Schneemänner - Folge 26: … und die Kobolde - Folge 27: … und die Fee - Folge 28: … und die Zirkuskinder - Weihnachtsfolge 1: … und die Weihnachtsgeschenke - Weihnachtsfolge 2: … und der Weihnachtsmann - Sonderfolge: … und das Kinderfest 1987 |

 Sprecher 
| Rolle               | Sprecher             |
| ------------------- | -------------------- |
| Erzählerin          | Ursela Monn          |
| Regina Regenbogen   | Caroline Ruprecht    |
| Weißwirbel          | Carlo Beddies        |
| Viola Veilchenscheu | Renate Pichler       |
| Sternschnuppe       | Eric Vaessen         |
| Maria Mandarina     | Claudia Schermutzki  |
| Bubi Blauschuh      | Wanja Mues           |
| Richard Rosenherz   | Dominik Kohlhagen    |
| Nina Nachtigall     | Kerstin Draeger      |
| Katrin Kleeblatt    | Anika Pages          |
| Sabine Sonnenstrahl | Maritta Fliege       |
| Penny Popperpink    | Alexandra Doerk      |
| Sandra Silbermond   | Verena Großer        |
| Grummel Griesgram   | Jürgen Thormann      |
| Schleichmichel      | Franz-Josef Steffens |